# فهرست قنات‌های شهرستان اسفراین
جدول زیر بر اساس آمار وزارت جهاد کشاورزی تهیه شده‌است. فهرست زیر قنات‌های شهرستان اسفراین در استان خراسان شمالی را نشان می‌دهد.
| نام قنات       | موقعیت                            | نزدیک‌ترین روستا | طول قنات (متر) | تعداد میله چاه | عمق مادر چاه | دبی (لیتر بر ثانیه) | سطح زیر کشت (هکتار) |
| -------------- | --------------------------------- | --------------- | -------------- | -------------- | ------------ | ------------------- | ------------------- |
| آغ سوزندی      | بخش بام و صفی‌آباد شهرستان اسفراین | آق قلعه         | ۱۰۰            | ۳              | ۵            | ۵                   | ۱۰                  |
| آق استخر       | بخش بام و صفی‌آباد شهرستان اسفراین | قنبر باغی       | ۴۰۰            | ۸              | ۱۰           | ۶                   | ۵                   |
| آق چشمه        | بخش بام و صفی‌آباد شهرستان اسفراین | قوچقر           | ۲۰۰            | ۵              | ۸            | ۱۰                  | ۱۵                  |
| ابری تپه       | بخش مرکزی شهرستان اسفراین         | ابری تپه        | ۳۰۰۰           | ۴۲             | ۴۰           | ۱۵                  | ۵۷                  |
| ابفر           | بخش مرکزی شهرستان اسفراین         | نصرآباد         | ۳۰۰۰           | ۱۰             | ۳۵           | ۱۵                  | ۱۶۰                 |
| اجقان          | بخش مرکزی شهرستان اسفراین         | اجقان           | ۳۰۰۰           | ۱۰۰            | ۲۵           | ۳۵                  | ۲۳۰                 |
| اردجی          | بخش بام و صفی‌آباد شهرستان اسفراین | کاریزدر         | ۱۰۰۰           | ۲۰             | ۱۰           | ۱۰                  | ۱۵                  |
| اردین          | بخش بام و صفی‌آباد شهرستان اسفراین | اردین           | ۳۰۰۰           | ۱۰۰            | ۵۰           | ۳۵                  | ۱۰۰                 |
| استعین         | بخش مرکزی شهرستان اسفراین         | استعین          | ۲۵۰۰           | ۱۲۰            | ۳۵           | ۲۵                  | ۱۳۰                 |
| استه           | بخش بام و صفی‌آباد شهرستان اسفراین | دهنه اجاق       | ۵۰             | ۱۰             | ۱۵           | ۱۱                  | ۱۰۰                 |
| اسفید سفلی     | بخش بام و صفی‌آباد شهرستان اسفراین | اسفید           | ۲۰۰            | ۸              | ۱۰           | ۵                   | ۵                   |
| اسکندرآباد     | بخش مرکزی شهرستان اسفراین         | اسکندرآباد      | ۶۰۰۰           | ۱۵۰            | ۷۵           | ۲۰                  | ۲۰۰                 |
| اغداش          | بخش بام و صفی‌آباد شهرستان اسفراین | آق قلعه         | ۲۰۰            | ۳              | ۴            | ۱۰                  | ۱۰                  |
| اغداش وسط      | بخش بام و صفی‌آباد شهرستان اسفراین | آق قلعه         | ۲۰۰            | ۳              | ۶            | ۱۵                  | ۱۵                  |
| اقچ            | بخش بام و صفی‌آباد شهرستان اسفراین | اقچ             | ۹۰۰            | ۶              | ۱۰           | ۲۰                  | ۵۰                  |
| الخی           | بخش بام و صفی‌آباد شهرستان اسفراین | آق قلعه         | ۱۰۰            | ۲              | ۷            | ۱۰                  | ۱۰                  |
| امام زاده      | بخش بام و صفی‌آباد شهرستان اسفراین | بکرآباد         | ۱۵۰۰           | ۲۰             | ۱۴           | ۵                   | ۱۶۰                 |
| امین‌آباد       | بخش مرکزی شهرستان اسفراین         | امین‌آباد        | ۴۰۰۰           | ۱۰۰            | ۳۵           | ۳۰                  | ۷۰                  |
| اولنگ          | بخش بام و صفی‌آباد شهرستان اسفراین | قارضی           | ۵۰             | ۵              | ۲            | ۱۵                  | ۲۰                  |
| اکبرآباد       | بخش مرکزی شهرستان اسفراین         | اکبرآباد        | ۲۰۰۰           | ۴۰             | ۲۰           | ۱۰                  | ۴۵                  |
| ایدلیک         | بخش بام و صفی‌آباد شهرستان اسفراین | قنبرباغی        | ۲۰۰            | ۱۲             | ۵            | ۵                   | ۵                   |
| باباقدرت       | بخش بام و صفی‌آباد شهرستان اسفراین | باباقدرت        | ۶۰۰            | ۱۵             | ۱۰           | ۶                   | ۱۰۰                 |
| باباگلی        | بخش بام و صفی‌آباد شهرستان اسفراین | فتح‌آباد         | ۱۰۰            | ۰              | ۵            | ۳                   | ۵                   |
| باغ            | بخش بام و صفی‌آباد شهرستان اسفراین | صفی‌آباد         | ۱۵۰۰           | ۶۰             | ۲۵           | ۱۵                  | ۲۰                  |
| باغ قلعه       | بخش بام و صفی‌آباد شهرستان اسفراین | فتح‌آباد         | ۱۰۰            | ۰              | ۶            | ۳                   | ۵                   |
| بالا           | بخش بام و صفی‌آباد شهرستان اسفراین | الست            | ۲۰۰۰           | ۸۹             | ۱۲           | ۱۰                  | ۳۰                  |
| بالا           | بخش بام و صفی‌آباد شهرستان اسفراین | خوراب           | ۷۰۰            | ۲۵             | ۷            | ۱۰                  | ۵                   |
| بانیدر         | بخش بام و صفی‌آباد شهرستان اسفراین | بانیدر          | ۱۵۰            | ۱۰             | ۱۰           | ۳۰                  | ۵۰                  |
| برج            | بخش مرکزی شهرستان اسفراین         | برج             | ۴۵۰۰           | ۵۰             | ۴۵           | ۳۰                  | ۱۰۰                 |
| برجاقستان      | بخش بام و صفی‌آباد شهرستان اسفراین | صفی‌آباد         | ۲۰۰۰           | ۶۰             | ۲۵           | ۱۲                  | ۲۰                  |
| بستان          | بخش بام و صفی‌آباد شهرستان اسفراین | آق قلعه         | ۲۰۰            | ۱۰             | ۷            | ۱۰                  | ۲۰                  |
| بلهوس          | بخش بام و صفی‌آباد شهرستان اسفراین | قنبر باغی       | ۱۵۰            | ۳              | ۳            | ۵                   | ۳                   |
| بلکی           | بخش بام و صفی‌آباد شهرستان اسفراین | قنبر باغی       | ۱۵۰۰           | ۳۰             | ۲۰           | ۱۵                  | ۸                   |
| بنشون بزرگ     | بخش بام و صفی‌آباد شهرستان اسفراین | قنبر باغی       | ۶۰۰            | ۱۰             | ۷            | ۱۲                  | ۸                   |
| بنشون کوچک     | بخش بام و صفی‌آباد شهرستان اسفراین | قنبر باغی       | ۵۰۰            | ۷              | ۱۰           | ۱۱                  | ۷                   |
| بهکارنو        | بخش بام و صفی‌آباد شهرستان اسفراین | بهکارنو         | ۸۰۰            | ۲۲             | ۱۲           | ۲۰                  | ۱۵                  |
| بکرآباد        | بخش بام و صفی‌آباد شهرستان اسفراین | بکرآباد         | ۱۵۰۰           | ۵۰             | ۱۵           | ۱۰                  | ۲۰                  |
| بیش‌آباد        | بخش بام و صفی‌آباد شهرستان اسفراین | بیش‌آباد         | ۳۰۰            | ۱۵             | ۷            | ۱۵                  | ۵۰                  |
| تارخه سفلی     | بخش بام و صفی‌آباد شهرستان اسفراین | تارخه           | ۲۵۰            | ۹              | ۱۵           | ۱۰                  | ۲۰۰                 |
| تارخه علیا     | بخش بام و صفی‌آباد شهرستان اسفراین | تارخه           | ۸۰             | ۵              | ۸            | ۱۵                  | ۲۰                  |
| تارچشمه        | بخش بام و صفی‌آباد شهرستان اسفراین | آق قلعه         | ۱۵             | ۵              | ۷            | ۶                   | ۷                   |
| تازه           | بخش مرکزی شهرستان اسفراین         | کسرق            | ۳۰۰۰           | ۱۲۵            | ۳۵           | ۴۰                  | ۲۵۰                 |
| تجری سفلی      | بخش بام و صفی‌آباد شهرستان اسفراین | زالی            | ۱۰۰۰           | ۱۰             | ۵            | ۱۱                  | ۲۰                  |
| ترکمنی         | بخش بام و صفی‌آباد شهرستان اسفراین | قوزه زن         | ۳۰۰            | ۶              | ۱۵           | ۱۰                  | ۲۰                  |
| ترکمنی بالا    | بخش بام و صفی‌آباد شهرستان اسفراین | آق قلعه         | ۱۵۰            | ۵              | ۷            | ۶                   | ۱۵                  |
| تقی‌آباد        | بخش بام و صفی‌آباد شهرستان اسفراین | صفی‌آباد         | ۱۰۰۰           | ۳۰             | ۱۵           | ۸                   | ۱۰                  |
| تلنجک          | بخش بام و صفی‌آباد شهرستان اسفراین | آق قلعه         | ۱۰۰            | ۳              | ۳            | ۵                   | ۵                   |
| تیجری علیا     | بخش بام و صفی‌آباد شهرستان اسفراین | زالی            | ۵۰۰            | ۵              | ۵            | ۷                   | ۱۵                  |
| جلگه زاوه      | بخش مرکزی شهرستان اسفراین         | جلگه زاوه       | ۶۰۰۰           | ۶۲             | ۶۷           | ۲۰                  | ۴۰                  |
| جوزقه          | بخش بام و صفی‌آباد شهرستان اسفراین | جوزقه           | ۷۵۰            | ۲۸             | ۸            | ۱۵                  | ۱۵                  |
| حسینی          | بخش بام و صفی‌آباد شهرستان اسفراین | قنبر باغی       | ۵۰۰            | ۱۵             | ۱۲           | ۸                   | ۵                   |
| حصاری گازرانی  | بخش مرکزی شهرستان اسفراین         | حصاری گازرانی   | ۸۰۰۰           | ۲۰۰            | ۷۰           | ۴۰                  | ۵۱۰                 |
| حفظ‌آباد        | بخش مرکزی شهرستان اسفراین         | حفظ‌آباد         | ۷۰۰۰           | ۱۷۵            | ۸۰           | ۱۰                  | ۶۰۰                 |
| حکم‌آباد        | بخش بام و صفی‌آباد شهرستان اسفراین | دهنه اجاق       | ۱۰۰۰           | ۳۰             | ۲۰           | ۹                   | ۵۰                  |
| خرگلی          | بخش بام و صفی‌آباد شهرستان اسفراین | بام             | ۵۰۰            | ۳۳             | ۷            | ۴۵                  | ۱۰۰                 |
| خوراب وسط      | بخش بام و صفی‌آباد شهرستان اسفراین | خوراب           | ۳۰۰            | ۲۰             | ۴            | ۱۰                  | ۸                   |
| خیرآباد        | بخش مرکزی شهرستان اسفراین         | خیرآباد         | ۲۵۰۰           | ۴۰             | ۱۲           | ۱۵                  | ۰                   |
| داخل روستا     | بخش بام و صفی‌آباد شهرستان اسفراین | زنفت            | ۷۰۰            | ۲۰             | ۱۲           | ۱۱                  | ۲۰                  |
| دره فتح‌آباد    | بخش بام و صفی‌آباد شهرستان اسفراین | آق قلعه         | ۱۰۰            | ۳              | ۵            | ۵                   | ۵                   |
| دره قوزه زن    | بخش بام و صفی‌آباد شهرستان اسفراین | کلاته بام       | ۲۰۰            | ۵              | ۴            | ۱۵                  | ۴۰                  |
| دره محمودآباد  | بخش بام و صفی‌آباد شهرستان اسفراین | قارضی           | ۶۰۰            | ۱۴             | ۶            | ۲۵                  | ۴۰                  |
| دره هلوقاچی    | بخش بام و صفی‌آباد شهرستان اسفراین | اسفید           | ۳۰۰            | ۱۰             | ۷            | ۵                   | ۱۲                  |
| درگاه دره      | بخش بام و صفی‌آباد شهرستان اسفراین | گسگ             | ۱۰۰۰           | ۱۵             | ۱۰           | ۶                   | ۴۸                  |
| دستجرد         | بخش بام و صفی‌آباد شهرستان اسفراین | دستجرد          | ۵۰۰۰           | ۱۰۰            | ۵۰           | ۳۰                  | ۱۶۰                 |
| دلوچاه         | بخش بام و صفی‌آباد شهرستان اسفراین | دلوچاه          | ۱۰۰۰           | ۱۸             | ۱۲           | ۵                   | ۲                   |
| دواب           | بخش بام و صفی‌آباد شهرستان اسفراین | کلاته بام       | ۳۰۰            | ۵              | ۸            | ۸                   | ۱۲۰                 |
| دوری           | بخش مرکزی شهرستان اسفراین         | دوری            | ۳۰۰۰           | ۳۰             | ۶۰           | ۱۰                  | ۲۰                  |
| راستگرد        | بخش بام و صفی‌آباد شهرستان اسفراین | اردین           | ۵۰۰۰           | ۵۰             | ۴۰           | ۲۵                  | ۶۰                  |
| راوخ           | بخش بام و صفی‌آباد شهرستان اسفراین | راوخ            | ۱۰۰۰           | ۳۵             | ۲۰           | ۲۵                  | ۵۰                  |
| رباط کاریز     | بخش بام و صفی‌آباد شهرستان اسفراین | بکرآباد         | ۱۰۰۰           | ۱۵             | ۱۲           | ۱۵                  | ۱۶                  |
| رباط کریز      | بخش بام و صفی‌آباد شهرستان اسفراین | بکرآباد         | ۱۰۰۰           | ۱۰             | ۱۵           | ۱۵                  | ۱۶۰                 |
| رحیم‌آباد       | بخش مرکزی شهرستان اسفراین         | رحیم‌آباد        | ۲۲۰۰           | ۱۳۵            | ۱۸           | ۲۵                  | ۱۱۰                 |
| رضائی          | بخش بام و صفی‌آباد شهرستان اسفراین | حسین‌آباد        | ۱۰۰۰           | ۴۲             | ۳۰           | ۱۵                  | ۱۵                  |
| رنده بالا      | بخش بام و صفی‌آباد شهرستان اسفراین | بام             | ۱۷۰            | ۱۰             | ۱۰           | ۲۰                  | ۱۰                  |
| زالی           | بخش بام و صفی‌آباد شهرستان اسفراین | زالی            | ۱۰۰۰           | ۱۵             | ۷            | ۱۵                  | ۲۰                  |
| زین العابدین   | بخش بام و صفی‌آباد شهرستان اسفراین | قارضی           | ۱۵۰۰           | ۳۰             | ۱۰           | ۳                   | ۱۰                  |
| زینل خان       | بخش مرکزی شهرستان اسفراین         | فرطان           | ۳۰۰۰           | ۷۰             | ۱۰           | ۳۰                  | ۱۴۲                 |
| سارچشم         | بخش بام و صفی‌آباد شهرستان اسفراین | قارضی           | ۱۰۰۰           | ۱۵             | ۹            | ۱۵                  | ۴۰                  |
| سراب           | بخش بام و صفی‌آباد شهرستان اسفراین | فتح‌آباد         | ۱۵۰۰           | ۶              | ۱۵           | ۱۰                  | ۱۰                  |
| سردابه         | بخش بام و صفی‌آباد شهرستان اسفراین | قنبر باغی       | ۲۰۰            | ۷              | ۷            | ۱۰                  | ۷                   |
| سفلی           | بخش بام و صفی‌آباد شهرستان اسفراین | عنبرآباد        | ۲۰۰            | ۱۲             | ۸            | ۶                   | ۵                   |
| سوسن‌آباد       | بخش بام و صفی‌آباد شهرستان اسفراین | دهنه اجاق       | ۱۵۰۰           | ۱۴             | ۳۰           | ۱۵                  | ۳۰                  |
| شلغم دره       | بخش مرکزی شهرستان اسفراین         | درازپی          | ۱۶۰۰           | ۱۰۰            | ۱۸           | ۲۰                  | ۵۰                  |
| شیرابی         | بخش بام و صفی‌آباد شهرستان اسفراین | صفی‌آباد         | ۱۲۰۰           | ۴۵             | ۲۰           | ۸                   | ۱۵                  |
| شیون           | بخش بام و صفی‌آباد شهرستان اسفراین | بام             | ۱۰۰            | ۰              | ۳            | ۵                   | ۱۰۰                 |
| صفی‌آباد        | بخش مرکزی شهرستان اسفراین         | صفی‌آباد سفلی    | ۱۰۰۰           | ۹۰             | ۱۵           | ۱۵                  | ۵۰                  |
| صفی‌آباد        | بخش مرکزی شهرستان اسفراین         | صفی‌آباد علیا    | ۱۰۰۰           | ۹۰             | ۱۵           | ۱۵                  | ۳۵                  |
| طاهری          | بخش بام و صفی‌آباد شهرستان اسفراین | باغشجرد         | ۵۰۰۰           | ۱۰۰            | ۵۰           | ۱۸                  | ۴۰                  |
| طاوق علیا      | بخش بام و صفی‌آباد شهرستان اسفراین | کوشکندر         | ۳۵۰            | ۱۲             | ۱۰           | ۲۰                  | ۲۵                  |
| عاجوقی         | بخش بام و صفی‌آباد شهرستان اسفراین | بام             | ۳۰۰            | ۰              | ۵            | ۳                   | ۱۰۰                 |
| عزه تخته       | بخش بام و صفی‌آباد شهرستان اسفراین | اسفید           | ۴۰۰            | ۱۰             | ۳۰           | ۹                   | ۲۰                  |
| عزیز           | بخش بام و صفی‌آباد شهرستان اسفراین | اسفید           | ۲۰۰            | ۵              | ۶            | ۴                   | ۱۵                  |
| عزیزآباد       | بخش مرکزی شهرستان اسفراین         | عزیزآباد        | ۱۰۰۰           | ۳۳             | ۱۰           | ۶                   | ۱۰۰                 |
| عشق‌آباد        | بخش بام و صفی‌آباد شهرستان اسفراین | جهان            | ۵۰۰            | ۱۰             | ۱۲           | ۲۰                  | ۶۰                  |
| علی‌آباد        | بخش بام و صفی‌آباد شهرستان اسفراین | عنبرآباد        | ۲۰۰            | ۱۲             | ۷            | ۵                   | ۵                   |
| عنبرآباد علیا  | بخش بام و صفی‌آباد شهرستان اسفراین | عنبرآباد        | ۱۵۰            | ۱۰             | ۱۰           | ۶                   | ۵                   |
| عیسی باغ       | بخش بام و صفی‌آباد شهرستان اسفراین | عیسی باغ        | ۱۵۰            | ۱۵             | ۱۷           | ۱۵                  | ۲۵                  |
| غاپاغلی سفلی   | بخش بام و صفی‌آباد شهرستان اسفراین | آق قلعه         | ۲۰۰            | ۶              | ۷            | ۱۵                  | ۱۵                  |
| فیروزیه        | بخش مرکزی شهرستان اسفراین         | فیروزیه         | ۵۰۰۰           | ۱۳۰            | ۶۰           | ۲۵                  | ۱۲۰                 |
| فیروز‌آباد      | بخش بام و صفی‌آباد شهرستان اسفراین | فیروز‌آباد       | ۱۵۰۰           | ۱۸             | ۱۳           | ۴                   | ۲۶                  |
| فیروز‌آباد      | بخش بام و صفی‌آباد شهرستان اسفراین | فیروز‌آباد       | ۱۰۰۰           | ۴              | ۶            | ۳                   | ۱۱                  |
| قارضی          | بخش بام و صفی‌آباد شهرستان اسفراین | قارضی           | ۱۵۰۰           | ۳۰             | ۲۰           | ۱۰                  | ۱۵                  |
| قارضی          | بخش بام و صفی‌آباد شهرستان اسفراین | قارضی           | ۱۵۰۰           | ۳۰             | ۸            | ۳۰                  | ۳۰                  |
| قاسم خان       | بخش مرکزی شهرستان اسفراین         | قاسم خان        | ۶۰۰۰           | ۸۵             | ۶۵           | ۳۰                  | ۱۲۰                 |
| قاسمعلی        | بخش بام و صفی‌آباد شهرستان اسفراین | کلاته مجو       | ۱۰۰۰           | ۲۵             | ۱۰           | ۸                   | ۱۰                  |
| قانلو کاریز    | بخش بام و صفی‌آباد شهرستان اسفراین | بام             | ۲۰۰            | ۷              | ۵            | ۱۰                  | ۱۰                  |
| قدیمی قلعه     | بخش بام و صفی‌آباد شهرستان اسفراین | آق قلعه         | ۲۰۰            | ۳              | ۵            | ۱۰                  | ۲۰                  |
| قرائی          | بخش بام و صفی‌آباد شهرستان اسفراین | اردین           | ۵۰۰۰           | ۷۰             | ۴۵           | ۱۰                  | ۲۰                  |
| قرح            | بخش بام و صفی‌آباد شهرستان اسفراین | قوچقر           | ۳۰۰            | ۵              | ۱۵           | ۷                   | ۰                   |
| قرمزسوزندی     | بخش بام و صفی‌آباد شهرستان اسفراین | آق قلعه         | ۱۰۰            | ۳              | ۵            | ۵                   | ۵                   |
| قره چاه        | بخش بام و صفی‌آباد شهرستان اسفراین | قره چاه         | ۲۰۰۰           | ۴۰             | ۱۲           | ۵                   | ۱                   |
| قلدرخان        | بخش بام و صفی‌آباد شهرستان اسفراین | فتح‌آباد         | ۱۵۰۰           | ۶              | ۲۰           | ۱۵                  | ۱۵                  |
| قملچک          | بخش بام و صفی‌آباد شهرستان اسفراین | کلاته بام       | ۱۵۰            | ۳              | ۶            | ۵                   | ۷                   |
| قوزه زن        | بخش بام و صفی‌آباد شهرستان اسفراین | قوزه زن         | ۸۰۰            | ۹              | ۹            | ۱۰                  | ۲۰                  |
| لاشه           | بخش بام و صفی‌آباد شهرستان اسفراین | بام             | ۱۵۰            | ۱۵             | ۵            | ۳                   | ۱۰۰                 |
| لالا’ی         | بخش بام و صفی‌آباد شهرستان اسفراین | قنبر باغی       | ۱۵۰            | ۴              | ۴            | ۳                   | ۲                   |
| لنگ آب         | بخش بام و صفی‌آباد شهرستان اسفراین | قنبر باغی       | ۲۵۰            | ۶              | ۶            | ۱۰                  | ۱۲                  |
| مراغه          | بخش مرکزی شهرستان اسفراین         | مراغه           | ۳۰۰۰           | ۱۰۰            | ۳۰           | ۲۵                  | ۱۵۰                 |
| ملک‌آباد        | بخش مرکزی شهرستان اسفراین         | ایرج            | ۱۵۰۰           | ۴۰             | ۲۷           | ۲۰                  | ۱۰۰                 |
| منگلی          | بخش بام و صفی‌آباد شهرستان اسفراین | منگلی           | ۶۰۰۰           | ۱۲۰            | ۲۷           | ۲۰                  | ۶۰                  |
| میزقاب         | بخش بام و صفی‌آباد شهرستان اسفراین | قوزه زن         | ۳۰۰            | ۷              | ۱۰           | ۷                   | ۸۰                  |
| ناماقلو        | بخش بام و صفی‌آباد شهرستان اسفراین | آق قلعه         | ۲۰۰            | ۵              | ۷            | ۱۵                  | ۱۵                  |
| ناوق سفلی      | بخش بام و صفی‌آباد شهرستان اسفراین | کوشکندر         | ۳۰۰            | ۱۱             | ۷            | ۲۰                  | ۶۰                  |
| نستانک         | بخش بام و صفی‌آباد شهرستان اسفراین | تارخه           | ۲۰۰            | ۱۲             | ۸            | ۱۵                  | ۱۸                  |
| نقی‌آباد        | بخش مرکزی شهرستان اسفراین         | نقی‌آباد         | ۳۵۰۰           | ۴۰             | ۲۵           | ۱۰                  | ۷۰                  |
| نهاجرد         | بخش بام و صفی‌آباد شهرستان اسفراین | دستجرد          | ۱۵۰۰           | ۵۰             | ۲۵           | ۳۰                  | ۷۰                  |
| نوده           | بخش بام و صفی‌آباد شهرستان اسفراین | نوده بام        | ۱۵۰۰           | ۲۰             | ۹۰           | ۱۵                  | ۶۰                  |
| نیاب           | بخش بام و صفی‌آباد شهرستان اسفراین | نیاب            | ۱۰۰            | ۵              | ۱۵           | ۵                   | ۰                   |
| هویی           | بخش بام و صفی‌آباد شهرستان اسفراین | فیروز‌آباد       | ۸۰۰            | ۵              | ۸            | ۳                   | ۱۱                  |
| وسط قلعه       | بخش بام و صفی‌آباد شهرستان اسفراین | آق قلعه         | ۱۵۰            | ۴              | ۵            | ۵                   | ۱۵                  |
| وسطا           | بخش بام و صفی‌آباد شهرستان اسفراین | عنبرآباد        | ۱۰۰۰           | ۲۰             | ۱۵           | ۱۱                  | ۲۴                  |
| ولی‌آباد        | بخش مرکزی شهرستان اسفراین         | ولی‌آباد         | ۶۰۰۰           | ۲۵۰            | ۵۰           | ۲۰                  | ۲۰۰                 |
| پائین          | بخش بام و صفی‌آباد شهرستان اسفراین | دستجرد          | ۱۰۰۰           | ۲۰             | ۲۵           | ۱۵                  | ۱۵                  |
| پائین          | بخش بام و صفی‌آباد شهرستان اسفراین | خوراب           | ۷۰۰            | ۲۵             | ۷            | ۱۰                  | ۱۰                  |
| پائین          | بخش بام و صفی‌آباد شهرستان اسفراین | الست            | ۸۰۰            | ۱۸             | ۴            | ۵                   | ۵                   |
| پلنگ دره       | بخش مرکزی شهرستان اسفراین         | پلنگ دره        | ۲۵۰۰           | ۳۵             | ۲۵           | ۲۵                  | ۱۰۰                 |
| چشمه سراب      | بخش بام و صفی‌آباد شهرستان اسفراین | زنفت            | ۳۰۰            | ۷              | ۷            | ۱۵                  | ۳۰                  |
| چشمه لال       | بخش بام و صفی‌آباد شهرستان اسفراین | زنفت            | ۱۰۰۰           | ۵              | ۱۲           | ۵                   | ۱۲                  |
| چهار باغ       | بخش بام و صفی‌آباد شهرستان اسفراین | صفی‌آباد         | ۱۵۰۰           | ۶۰             | ۲۵           | ۱۵                  | ۳۰                  |
| چهارباغ        | بخش بام و صفی‌آباد شهرستان اسفراین | جهان            | ۲۰۰۰           | ۷۰             | ۱۴           | ۲۵                  | ۱۰۰                 |
| چهارمست        | بخش بام و صفی‌آباد شهرستان اسفراین | چهارمست         | ۱۴۰۰           | ۳۰             | ۹            | ۱۰                  | ۴۲                  |
| چهل حصار       | بخش مرکزی شهرستان اسفراین         | چهل حصار        | ۳۵۰۰           | ۵۰             | ۴۰           | ۱۰                  | ۱۰۰                 |
| کاتابانی       | بخش بام و صفی‌آباد شهرستان اسفراین | قنبر باغی       | ۴۰۰            | ۷              | ۸            | ۸                   | ۵                   |
| کاریزدر        | بخش بام و صفی‌آباد شهرستان اسفراین | کاریزدر         | ۵۰۰۰           | ۱۰۰            | ۴۰           | ۳۵                  | ۱۰۰                 |
| کاریزفتح‌آباد   | بخش بام و صفی‌آباد شهرستان اسفراین | فتح‌آباد         | ۲۰۰۰           | ۱۲             | ۱۵           | ۲۰                  | ۲۰                  |
| کال            | بخش بام و صفی‌آباد شهرستان اسفراین | آق قلعه         | ۲۰۰            | ۷              | ۸            | ۱۰                  | ۱۵                  |
| کاناباغ        | بخش بام و صفی‌آباد شهرستان اسفراین | اسفید           | ۴۰             | ۲              | ۱۰           | ۲                   | ۸                   |
| کانکوج         | بخش بام و صفی‌آباد شهرستان اسفراین | قنبر باغی       | ۳۵۰            | ۸              | ۵            | ۱۲                  | ۱۰                  |
| کانگج          | بخش بام و صفی‌آباد شهرستان اسفراین | قنبر باغی       | ۱۵۰            | ۴              | ۶            | ۱۵                  | ۱۵                  |
| کششفر          | بخش بام و صفی‌آباد شهرستان اسفراین | صفی‌آباد         | ۲۰۰۰           | ۷۰             | ۵۰           | ۲۵                  | ۱۵۰                 |
| کلاته الو      | بخش مرکزی شهرستان اسفراین         | کلاته الو       | ۴۵۰۰           | ۱۲۰            | ۶۵           | ۳۵                  | ۱۰۰۰                |
| کلاته باغی     | بخش بام و صفی‌آباد شهرستان اسفراین | کلاته بام       | ۳۰۰            | ۷              | ۷            | ۱۰                  | ۱۰                  |
| کلاته تیغ برن  | بخش بام و صفی‌آباد شهرستان اسفراین | قنبر باغی       | ۲۰۰۰           | ۱۲             | ۱۲           | ۱۵                  | ۴۰                  |
| کلاته حبیب     | بخش مرکزی شهرستان اسفراین         | کلاته حبیب      | ۵۰۰            | ۴              | ۱۰           | ۱۲                  | ۵۰                  |
| کلاته خوشی     | بخش مرکزی شهرستان اسفراین         | کلاته خوشی      | ۳۰۰۰           | ۱۰۰            | ۲۸           | ۳۵                  | ۱۳۵                 |
| کلاته سلیمان   | بخش بام و صفی‌آباد شهرستان اسفراین | زنفت            | ۲۵۰            | ۱۵             | ۶            | ۱۰                  | ۱۰                  |
| کلاته سنجر     | بخش مرکزی شهرستان اسفراین         | کلاته سنجر      | ۲۰۰۰           | ۲۰             | ۸            | ۱۵                  | ۱۰۰                 |
| کلاته قنبرعلی  | بخش مرکزی شهرستان اسفراین         | برج             | ۳۰۰۰           | ۳۰             | ۲۰           | ۲۰                  | ۴۰                  |
| کلاته کربعلی   | بخش مرکزی شهرستان اسفراین         | خوشی            | ۵۰۰۰           | ۱۲۰            | ۲۵           | ۳۰                  | ۸۰                  |
| کلاته گسگ      | بخش بام و صفی‌آباد شهرستان اسفراین | گسگ             | ۱۴۰۰           | ۱۵             | ۱۰           | ۴                   | ۱۶                  |
| کلخی           | بخش بام و صفی‌آباد شهرستان اسفراین | قنبر باغی       | ۵۰۰            | ۱۵             | ۱۱           | ۸                   | ۴                   |
| کهنه           | بخش مرکزی شهرستان اسفراین         | کسرق            | ۲۰۰۰           | ۱۰۰            | ۳۰           | ۲۰                  | ۱۰۰                 |
| کهنه بام       | بخش بام و صفی‌آباد شهرستان اسفراین | بام             | ۱۰۰            | ۰              | ۵            | ۱۵                  | ۱۰۰                 |
| کهنه کلات      | بخش بام و صفی‌آباد شهرستان اسفراین | کلاته بام       | ۱۰۰۰           | ۱۶             | ۱۰           | ۵                   | ۲۵                  |
| کورکاریز       | بخش بام و صفی‌آباد شهرستان اسفراین | قنبر باغی       | ۵۰۰            | ۸              | ۱۰           | ۱۰                  | ۵                   |
| کورکاریز پائین | بخش بام و صفی‌آباد شهرستان اسفراین | قنبر باغی       | ۱۵۰            | ۴              | ۳            | ۵                   | ۳                   |
| کوسه بالا      | بخش بام و صفی‌آباد شهرستان اسفراین | آق قلعه         | ۱۵۰            | ۵              | ۵            | ۶                   | ۱۰                  |
| کوسه پائین     | بخش بام و صفی‌آباد شهرستان اسفراین | آق قلعه         | ۲۰۰            | ۵              | ۵            | ۶                   | ۱۰                  |
| کوشکندر        | بخش بام و صفی‌آباد شهرستان اسفراین | کوشکندر         | ۳۰۰            | ۷              | ۱۲           | ۲۰                  | ۲۵                  |
| کوچک عیسی باغ  | بخش بام و صفی‌آباد شهرستان اسفراین | عیسی باغ        | ۵۰۰            | ۱۵             | ۱۲           | ۱۰                  | ۲۵                  |
| کیلی           | بخش بام و صفی‌آباد شهرستان اسفراین | قنبر باغی       | ۲۰۰            | ۱۰             | ۷            | ۵                   | ۳                   |
| کیک            | بخش بام و صفی‌آباد شهرستان اسفراین | کلاته بام       | ۱۰۰            | ۲              | ۳            | ۵                   | ۲۰                  |
| گراتی          | بخش مرکزی شهرستان اسفراین         | گراتی           | ۵۰۰۰           | ۱۰۰            | ۳۵           | ۶۰                  | ۳۵۰                 |
| گرمه           | بخش مرکزی شهرستان اسفراین         | گرمه            | ۱۰۰۰           | ۳              | ۳۰           | ۳۵                  | ۲۴۰                 |
| گزرابی         | بخش مرکزی شهرستان اسفراین         | گزرابی          | ۱۰۰۰           | ۵              | ۲۰           | ۵                   | ۵۰                  |
| گسگ شویی       | بخش بام و صفی‌آباد شهرستان اسفراین | گسگ             | ۱۲۰۰           | ۲۰             | ۱۱           | ۴                   | ۱۲                  |
| گلجیک          | بخش بام و صفی‌آباد شهرستان اسفراین | صفی‌آباد         | ۱۵۰۰           | ۶۰             | ۲۵           | ۱۲                  | ۲۵                  |
| گلی            | بخش بام و صفی‌آباد شهرستان اسفراین | دهنه اجاق       | ۳۰۰            | ۰              | ۱۰           | ۱۵                  | ۳۰                  |
| گمبروی         | بخش بام و صفی‌آباد شهرستان اسفراین | گمبروی          | ۳۰۰۰           | ۵۰             | ۸            | ۱۰                  | ۱۰                  |
| گپز            | بخش بام و صفی‌آباد شهرستان اسفراین | گپز             | ۱۰۰۰           | ۲۳             | ۱۵           | ۵                   | ۳                   |
| یخدان          | بخش بام و صفی‌آباد شهرستان اسفراین | جهان            | ۱۰۰۰           | ۳۰             | ۱۲           | ۲۵                  | ۲۰                  |
| یخدان          | بخش بام و صفی‌آباد شهرستان اسفراین | صفی‌آباد         | ۱۵۰۰           | ۶۰             | ۲۰           | ۱۲                  | ۲۵                  |
| ینگه کاریز     | بخش بام و صفی‌آباد شهرستان اسفراین | زنفت            | ۵۰۰            | ۱۴             | ۱۰           | ۱۵                  | ۲۵                  |
| یورگ سفلی      | بخش بام و صفی‌آباد شهرستان اسفراین | تارخه           | ۷۰۰            | ۳۰             | ۲۰           | ۳۵                  | ۳۰                  |
| یونس           | بخش بام و صفی‌آباد شهرستان اسفراین | کلاته بام       | ۱۰۰            | ۶              | ۸            | ۵                   | ۷                   |
| یکه باغ        | بخش بام و صفی‌آباد شهرستان اسفراین | بکرآباد         | ۲۰۰۰           | ۲۰             | ۱۵           | ۱۵                  | ۱۲۸                 |
| یکه باغ        | بخش بام و صفی‌آباد شهرستان اسفراین | بکرآباد         | ۳۰۰۰           | ۷۰             | ۱۸           | ۱۵                  | ۲۶                  |
| یکه بید        | بخش بام و صفی‌آباد شهرستان اسفراین | قوزه زن         | ۲۰۰            | ۵              | ۱۵           | ۵                   | ۱۰                  |